# Felix Salten
Felix Salten (rojstno ime Siegmund Salzmann),  avstrijski pisatelj in gledališki kritik, 6. september 1869, Budimpešta, Avstro-Ogrska, † 8. oktober 1945, Švica
Salten je od leta 1939 je živel v Švici. Pisal je zlasti živalske zgodbe.

## Življenje
V zgodnjem otroštvu se je z družino preselil na Dunaj, kjer se je šolal in zaposlil. Pri šestnajstih letih se je moral zaposliti. Njegov oče je doživel bankrot. Delal je kot gledališki kritik in novinar. Tik pred začetkom druge svetovne vojne se je zaradi judovskega rodu izselil iz Avstrije v Švico.

## Delo
- Bambi (1942)